# Подборенка
Подбо́ренка (рос. Подборенка) — річка в Удмуртії, Росія, ліва притока річки Іж, притоки Ками.